# Собачка Чаплина
Собачка Чаплина (лат. Acanthemblemaria chaplini) — мелкая морская рыба из семейства хенопсиевых. Общая длина тела не превышает 4,5 см. Тропическая демерсальная (донная) рыба. Распространена в западной Атлантике у берегов США (на юг до юго-восточной Флориды) и Багамских островов. Обитает на известняковых склонах прибрежных рифов, обычно негусто поросших мелкими кораллами и населённых морскими ежами. Встречается на глубине от 2 до 12 м.